# The Name Game (American Horror Story)
«The Name Game» es el décimo episodio de la segunda temporada de la serie de televisión antólogica American Horror Story. El episodio, escrito por Jessica Sharzer y dirigido por Michael Lehmann, se emitió originalmente el 2 de enero de 2013. El episodio lleva el nombre de la canción de 1964 "The Name Game", interpretada por el elenco del episodio. La versión de reparto de "The Name Game" estaba disponible para su compra a través de iTunes. Este episodio está clasificado como TV-MA (LSV). 
En el episodio, el Dr. Arden (James Cromwell) pone fin a sus experimentos; Kit (Evan Peters) y Lana (Sarah Paulson) continúan presionando al asesino Dr. Thredson (Zachary Quinto), quien le revela varios secretos a Kit; ahora paciente y conocida por su nombre común, Judy Martin, la hermana Jude (Jessica Lange) es sometida a los tratos inhumanos del asilo; y Monseñor Howard (Joseph Fiennes) lleva la lucha de sacar el demonio a la poseída Hermana Mary Eunice.

## Trama
El Dr. Arden revive a Kit. Arden, que ha puesto a Grace en su laboratorio, le miente a Kit que los extraterrestres no vinieron. Pepper también fue tomada por los extraterrestres y ha sido asignada para proteger a Grace, y ellos la han hecho más inteligente.
Después de que monseñor Timothy Howard resulta herido por ser crucificado, Shachath le ha dicho que debe ayudarla a sacar al diablo de la hermana Mary Eunice, pero debe mantener sus pensamientos ocultos a la monja.
Durante una revisión de la habitación, Judy se rebela con Mary Eunice y es llevada a Arden para una terapia electroconvulsiva. Arden permite a Mary Eunice trabajar con los controles; los pone más allá de la cantidad solicitada y enciende la máquina, inhibiendo seriamente la capacidad mental de Jude. Mientras Mary Eunice cambia los vendajes de Timothy, este intenta realizar un exorcismo. Mary Eunice luego lo viola.
Timothy le dice a Jude que ella tenía razón acerca de que Mary Eunice estaba poseída. Ella le dice que mate a Mary Eunice, quien luego admite conocer su plan para expulsar al diablo. Es capaz de extraer la parte humana de Mary Eunice, que desearía poder morir. La arroja desde lo alto de las escaleras. Shachath viene a reclamar tanto a la hermana Mary Eunice como al diablo.
El Dr. Thredson encuentra a Pepper monitoreando a Grace, quien está casi lista para dar a luz al bebé. Thredson luego lleva a Kit a una oficina, donde Grace sostiene a su bebé recién nacido. Grace confirma que el bebé es de Kit. Thredson va a donde Kit escondió la grabación de la confesión de Thredson, pero no puede encontrarla. Lana le dice que solo ella sabe dónde está la cinta ahora, amenazando con entregársela a la policía si algo le sucede a Kit oa alguien más.
Judy le pide a la madre superiora Claudia que saque a Lana del asilo.
Timothy realiza los últimos ritos en Mary Eunice, con la asistencia de Arden. Arden solicita que la incineren. Solo, Arden luego prepara el horno para la cremación. Se sube encima del cuerpo de Mary Eunice cuando ella entra en el horno y pone en marcha el transportador para inmolarse.

## Recepción
"The Name Game" fue visto por 2.21 millones de espectadores y recibió una calificación de 1.2 para adultos de 18 a 49 años, ligeramente por debajo del episodio transmitido anteriormente.